# Malajzia világörökségi helyszínei
Malajzia területéről eddig öt helyszín került fel a világörökségi listára, öt helyszín a javaslati listán várakozik a felvételre.
| | Kinabalu Park |
| 2000 |               |
| Természeti (IX)(X) |               |
| Védett terület: 75 370 ha, hivatkozás: 1012 |               |
| A Kinabalu Parkot 1964-ben alapították Borneó északi részén, névadója a Kinabalu-hegy Délkelet-Ázsia legmagasabb hegye a Himalája és Új-Guinea közötti térségben. A 4095 méter magas hegy és környéke ősi és változatos növényvilágáról nevezetes, ami a trópusi alföldtől az alpesi fennsíkokig terjed, magába foglalva hegyvidéki esőerdőket, trópusi lombhullató erdőket, magashegyi erdős területeket és erdőhatár feletti cserjéseket. A legalsó, a trópusi esőerdő szintjén több mint ezer orchidea faj él, az összes edényes növényfajok száma 5-6 ezerre tehető. A kivételes fajgazdagság miatt a hegyet Délkelet- Ázsia „növényi központjának” tartják. A lombhullató erdőkben negyven tölgyfélét azonosítottak. A park állatvilága is változatos eddig 112 emlősfajt figyeltek meg köztük 4 főemlőst is, valamint 326 madárfajt, ami Borneó teljes madárvilágának a fele. A terület növényei több helyről származnak és egyaránt mutatnak himalájai, kínai, ausztrál és malajziai jellegzetességeket is. |               |

| | Gunung Mulu Nemzeti Park |
| 2000 |                          |
| Természeti (VII)(VIII)(IX)(X) |                          |
| Védett terület: 52 864 ha, hivatkozás: 1013 |                          |
| A nemzeti park Borneó szigetén Sarawak tartományban terül el. A védett terület meghatározó tájelemei a Gunung Mulu-hegy 2377 méter magas homokkő csúcsa, 50 méteres magasságot elérő fűrészfogas, éles sziklaoszlopok és egy hatalmas barlangrendszer a Sarawak csarnokkal ami a világ eddig ismert legnagyobb barlangürege. A barlangrendszerben tanulmányozható bolygónk geológiai fejlődése és a barlangi állatok evolúciója. A barlangok korát 30 millió évesre becsülik. Az üreges táj vulkáni eredetű, ami homokba süllyedt majd ellepte a tenger. A ma is látható mészkőelemeket korallok és tengeri állatok hozták létre. A park növényvilága is jelentős, itt található egy helyen a legtöbb pálmaféle, 20 pálmanemzetség 109 faja. A barlanghálózatban egyedülállóan nagy egyedszámú szalangána- és denevérpopuláció él, például csak a borneói szelindekdenevérből megközelítőleg 3 millió példány. |                          |

| | Bandar Melaka és George Town, a Malaka-tengerszoros történelmi városai |
| 2008 |                                                                        |
| Kulturális (II)(III)(IV) |                                                                        |
| Védett terület: 218,76 ha, puffer zóna: 392,84 ha, hivatkozás: 1223 |                                                                        |
| A Malaka-szoros két történelmi városa Malajzia gyarmati múltját tükrözi. Várostervezésükben és épületeikben a maláj, a kínai, az indiai kultúrák valamint három egymást követő európai gyarmatosító hatalom (portugálok, britek és hollandok) építészetének jellegzetességeit ötvözik. A két város közül Melaka a régebbi, a 14. század végén alapították és az ország korai történelmének nyomait őrzi. Legfontosabb épülete a holland kormányzó palotája, Ázsia legrégebbi máig fennmaradt holland épülete, ami jelenleg múzeum. George Town városképét a 18. század végétől a 20. századig tartó brit fennhatóság határozza meg, alapítása is hozzájuk kötődik, 1786-ban telepedtek le itt brit kereskedők. George Town napjainkban multikulturális település, malájok mellett nagy számban élnek itt indiaiak, mianmariak és kínaiak is. A két település két különböző történelmi és fejlődési időszakot jelenít meg és egyedülálló kulturális egységet képvisel Ázsia délkeleti részén. |                                                                        |

| | A Lenggong-völgy régészeti helyszíne |
| 2012 |                                      |
| Kulturális (III)(IV) |                                      |
| Védett terület: 398,64 ha, puffer zóna: 1 786,77 ha, hivatkozás: 1396 |                                      |
| A Leggong-völgyben a Perak folyó mentén nyílt területen és barlangi lelőhelyeken rekonstruálható az emberi törzsfejlődés folyamata 1,83 millió évvel ezelőttől i. sz. 300-ig. A feltárások során a paleolitikumra datálható kőeszközök kerültek elő egy ősi folyó medréből és egy tó partjáról. Egy 1,83 millió évvel ezelőtti meteor becsapódás elterelte a folyót és ennek köszönhetően maradtak fenn ezek az őskőkori szerszámok a mai Bukit Benuh lelőhelyen, köztük olyan szakócák, amelyek a legrégebbiek közül valók Afrikán kívül. Ez egyben bizonyíték a hominidák korai megjelenésére Délkelet-Ázsiában. Kota Tampannál 70 ezerévesre becsült szerszámokat tártak fel, a lelőhelyet lakói feltételezhetően egy vulkánkitörés miatt hagyták el. Ezen kívül fontos lelőhely Bukit Fawa 100 – 200 ezerévesre becsült szerszámaival, és Bukit Buhum ahonnan 40 ezeréves leletek kerültek elő. A lelőhelyek nagy száma relatíve jelentős félnomád népességet feltételez. Itt tárták fel Délkelet-Ázsia legrégebbi teljes csontvázát is az úgynevezett Peraki Embert, kora kicsivel több mint 12 ezer év. A völgyben húsz karsztbarlangot is tanulmányoztak, ezek közül háromban történelem előtti temetkezések nyomaira bukkantak. |                                      |

| | A Niah Nemzeti Park barlangrendszerének régészeti öröksége |
| 2024 |                                                            |
| Kulturális (III)(V) |                                                            |
| Védett terület: 3,69 ha, puffer zóna: 344 ha, hivatkozás: 1014 |                                                            |
| A helyszín egymással összefüggő hatalmas barlangokból áll a Niah Nemzeti Park közepén Borneó nyugati partjának közelében. A leghosszabb ismert esőerdei emberi megtelepedés nyomait találták meg bennük, ami körülbelül ötvenezer évig tartott a pleisztocén földtörténeti kortól a holocén kor közepéig. A helyszín északi részén feltárt gazdag régészeti lelőhelyek, őskori sziklafestmények és csónak alakú temetkezések segítségével megismerhetővé vált a kor élővilága és az itt élő emberek életmódja. Ezek az információk nagyban hozzájárultak az emberi fejlődés és alkalmazkodás folyamatainak jobb megismeréséhez Délkelet-Ázsiában és globális szinten is. Helyi közösségek még napjainkban is betartanak egy ősi hagyományt, az úgynevezett molongot amikor guanót és értékes ehető madárfészkeket szednek be a barlangokból ami abból áll, hogy csak annyit használnak fel a természeti erőforrásokból amire szükségük van. |                                                            |